# Eierdooier (kip)

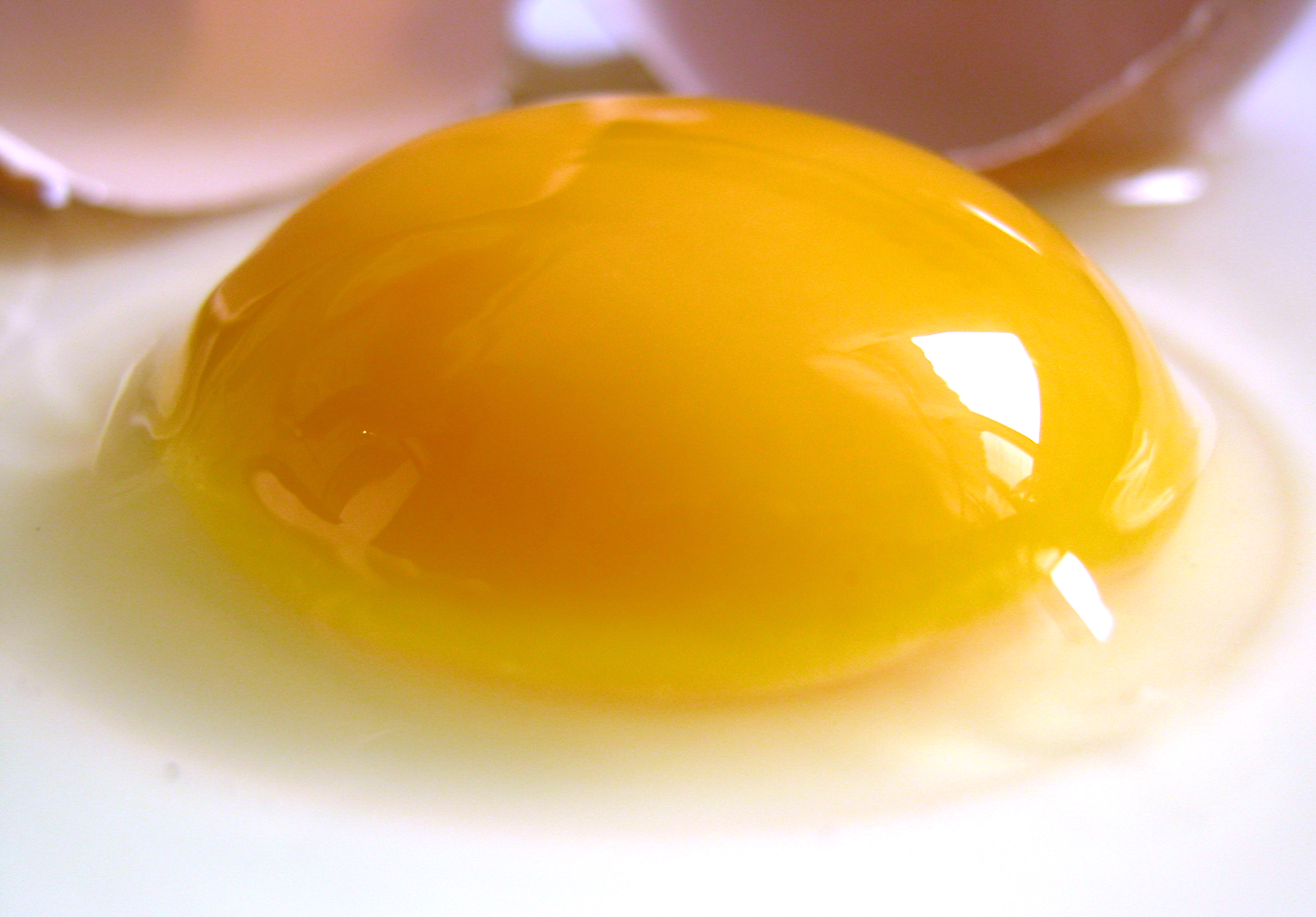
Eierdooier

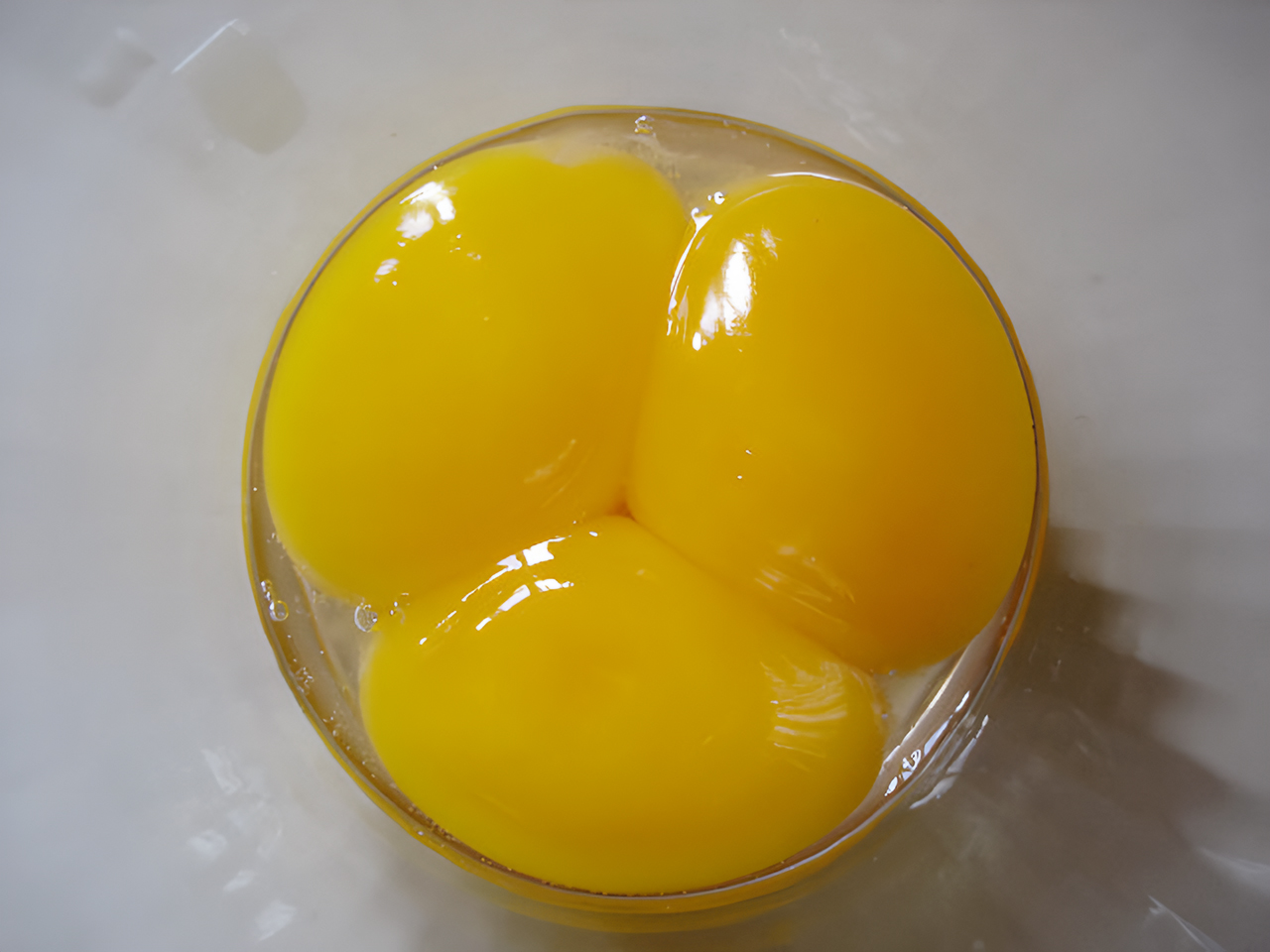
Drie eierdooiers in een glas

De eierdooier, dooier of het eigeel bij een vogelei is het binnenste gele gedeelte van het ei. De dooier vormt het voedsel van een zich ontwikkelend embryo. De dooier is verantwoordelijk voor ongeveer een derde van het gewicht van het ei.

## Samenstelling
Het eigeel bevat verschillende belangrijke (voedings)stoffen, per 100 gram:
- 32 gram vet, overwegend onverzadigd
- 1,3 gram cholesterol; een grote dooier bevat meer dan twee derde van de dagelijks aanbevolen hoeveelheid van 300 mg.
- vitamines: A (886 microgram), D (6 microgram) en K (147 microgram) en daarnaast verschillende soorten B en E. Het is een van de weinige voedingsmiddelen die van nature vitamine D bevatten.
- 16 gram proteïne(eiwitten); bijna de helft van de eiwitten van een ei bevindt zich in de dooier.
- mineralen, onder meer 40 mg calcium, 16 mg magnesium, 7 mg ijzer, 51 mg natrium, 138 mg kalium en 180 mg chloor.

Een eierdooier bevat ongeveer 1455 kilojoule, het eiwit ongeveer 208 kilojoule per 100 gram.

## Uiterlijk
Als een ei te gaar gekookt wordt, verschijnt er soms een groenachtige ring rond de dooier. Dit is het resultaat van ijzer- en zwavelsamenstellingen in het ei. Het kan ook voorkomen wanneer er veel ijzer in het kokende water zit. De groene ring beïnvloedt noch de smaak noch de samenstelling.
De kleur van de dooier hangt van de voeding van de kip af. Aan het kippenvoer kan pigment worden toegevoegd om de dooierkleur te beïnvloeden; kunstmatige pigmenten zijn daarbij verboden.
Sommige kippen leggen weleens een ei met twee dooiers, genaamd dubbeldooiers. Ook is het mogelijk dat een ei geen dooier bevat; dit gebeurt vooral bij jonge kippen.